# Район ПВО
Район ПВО — оперативное объединение войск ПВО в РККА вооружённых силах СССР накануне и во время Великой Отечественной войны. 
Создание районов ПВО улучшило управление силами и средствами ПВО, предназначенными для прикрытия от ударов авиации противника важнейших объектов страны.

## История

### Первое формирование
В соответствии с постановлением ГКО от 9 ноября 1941 года на базе зон ПВО в Европейской части Союза ССР были сформированы корпусные, дивизионные районы ПВО и .
Корпусные районы ПВО предназначались для обороны наиболее важных административно-политических и промышленных центров СССР (Москвы, Ленинграда).
Дивизионные районы ПВО прикрывали важнейшие промышленно-экономические центры (Архангельск, Горький, Куйбышев, Сталинград и др.):
- Архангельский дивизионный район ПВО
- Череповецко-Вологодский дивизионный район ПВО
- Рыбинско-Ярославский дивизионный район ПВО
- Ряжско-Тамбовский дивизионный район ПВО
- Воронежско-Борисоглебский дивизионный район ПВО
- Горьковский дивизионный район ПВО
- Казанский дивизионный район ПВО
- Пензенский дивизионный район ПВО
- Куйбышевский дивизионный район ПВО
- Саратовско-Балашовский дивизионный район ПВО
- Сталинградский дивизионный район ПВО
- Краснодарский дивизионный район ПВО
- Грозненский дивизионный район ПВО

В ходе войны многие дивизионные районы ПВО были преобразованы в корпусные, сформированы новые дивизионные районы, а на базе Московского и Ленинградского районов ПВО созданы первые объединения войск ПВО — Московский фронт ПВО и Ленинградская армия ПВО.
Бригадные районы ПВО были предназначены для обороны важнейших военно-политических и экономических объектов, войск и сил флота от удара с воздуха. 
В апреле 1944 года корпусные и дивизионные районы ПВО были преобразованы в корпуса ПВО и дивизии ПВО.

### Второе формирование
В послевоенное время войска ПВО пережили несколько реорганизаций, которые, по мнению ряда авторов, отрицательно сказались на их боеспособности. В ходе очередной реорганизации, проводимой в соответствии с приказом Министра Вооружённых Сил СССР «О новой организации ПВО страны» от 7 июля 1948 года с целью организации противовоздушной обороны вся территория СССР была разделена на приграничную полосу и внутреннюю территорию. В приграничной полосе ответственность за ПВО была передана командованию примыкающих к границе военных округов, тем самым её вывели из-под руководства войск ПВО. А на войска ПВО была возложена противовоздушная оборона только внутренней территории, для чего были созданы районы ПВО 3-х категорий. Категория района ПВО зависело от видов и количества соединений в их составе: если в районы ПВО I категории входили несколько зенитных артиллерийских дивизий и истребительный авиационный корпус, то в районах II категории было не более 1-2 зенитных артиллерийских дивизий и не более 1-й истребительной авиационной дивизии, а в районах III категории были только зенитные полки и дивизионы. 
Районы ПВО  I категории
- Бакинский район ПВО (1948—1954)
- Донбасский район ПВО (1948—1954, в 1953 году переведён во II категорию)
- Комсомольско-Хабаровский район ПВО (1949—1954)
- Московский район ПВО (1948—1954)

Районы ПВО II категории
- Ворошиловский район ПВО (1949—1953)
- Горьковско-Казанский район ПВО (1952—1954)
- Забайкальский район ПВО (1949—1953)
- Киевский район ПВО (1948—1954)
- Ленинградский район ПВО (1949—1954, в 1954 году переведён в I категорию)
- Минский район ПВО (1948—1954, в 1953 году переименован в Белорусский)
- Уральский район ПВО (1951—1954)

Районы ПВО III категории
- Вологодский район ПВО (1949—1952)
- Куйбышевско-Саратовский район ПВО (1952—1954, в 1952 году переведён во II категорию)
- Новосибирский район ПВО (1952—1954)
- Омский район ПВО (1952—1953)
- Псковско-Новгородский район ПВО (1949—1952)
- Сталинградско-Астраханский район ПВО (1952—1954)

## Состав
В предвоенные годы в зонах ПВО существовали бригадные районы ПВО, не имевшие постоянного состава. В состав сформированных корпусных и дивизионных районов ПВО вошли части и соединения:
- зенитной артиллерии
- зенитных пулемётов
- прожекторов ВНОС
- аэростатов заграждения.

В январе 1942 года в подчинение командующих районами ПВО были переданы соединения и части истребительной авиации, выделенные для целей ПВО.
В послевоенные годы в состав районов ПВО входили все наземные соединения и части ПВО (Зенитные артиллерийские, Зенитные прожекторные, радиотехнические ВНОС, аэростатов заграждения, а оперативном им подчинялись соединения истребительной авиации. Количество частей в составе каждого района ПВО зависело от его категории.